# Bareilles
Bareilles is een gemeente in het Franse departement Hautes-Pyrénées (regio Occitanie) en telt 60 inwoners (2009). De plaats maakt deel uit van het arrondissement Bagnères-de-Bigorre.

## Geografie
De oppervlakte van Bareilles bedraagt 19,0 km², de bevolkingsdichtheid is dus 3,2 inwoners per km².

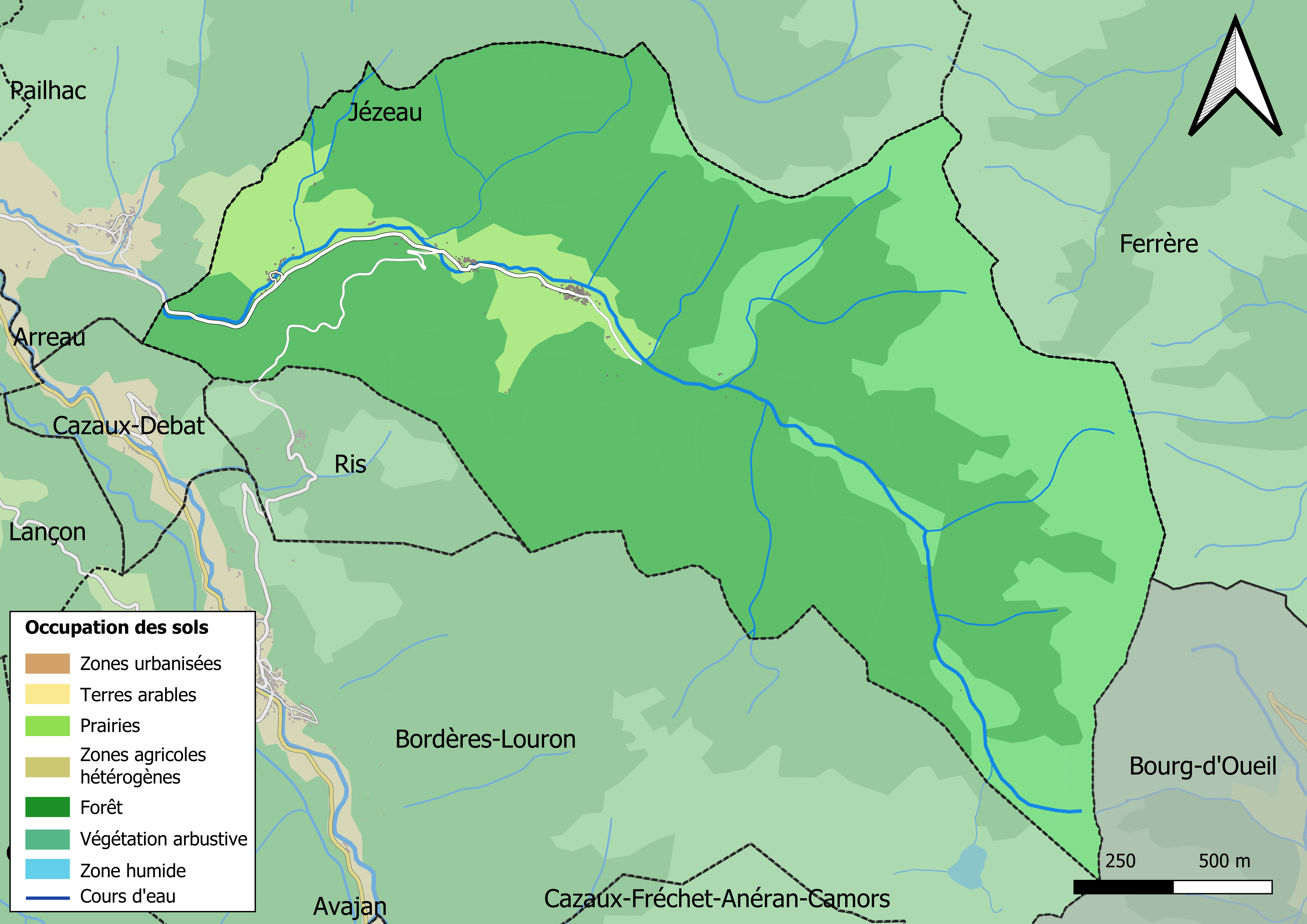
Kaart van de gemeente met belangrijkste infrastructuur, bodemgebruik en omliggende gemeenten

## Demografie
Onderstaande figuur toont het verloop van het inwonertal (bron: INSEE-tellingen).

## Meer van Bareilles

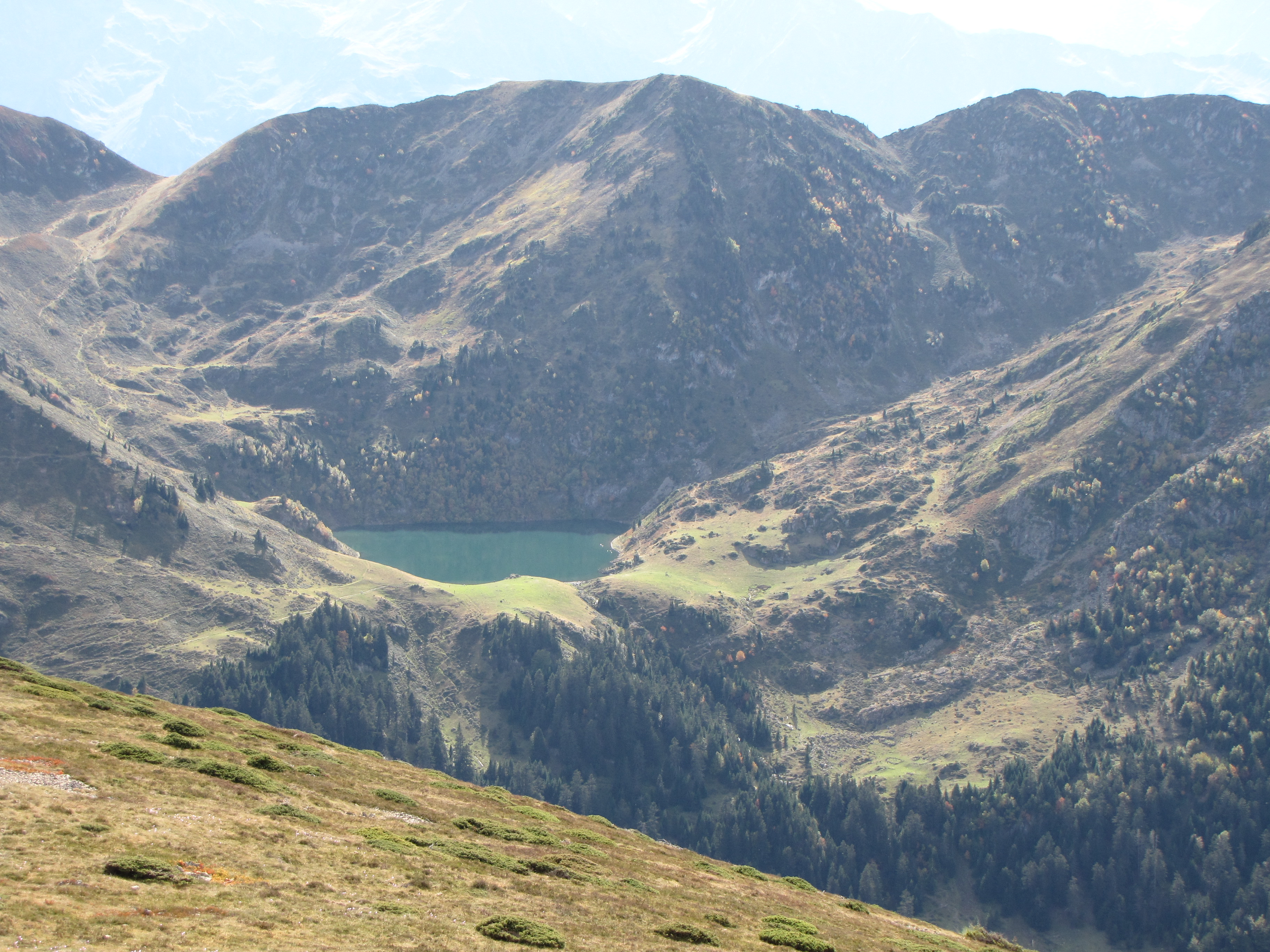
Meer van Bareilles ‘s zomers,
met links Col du Lion

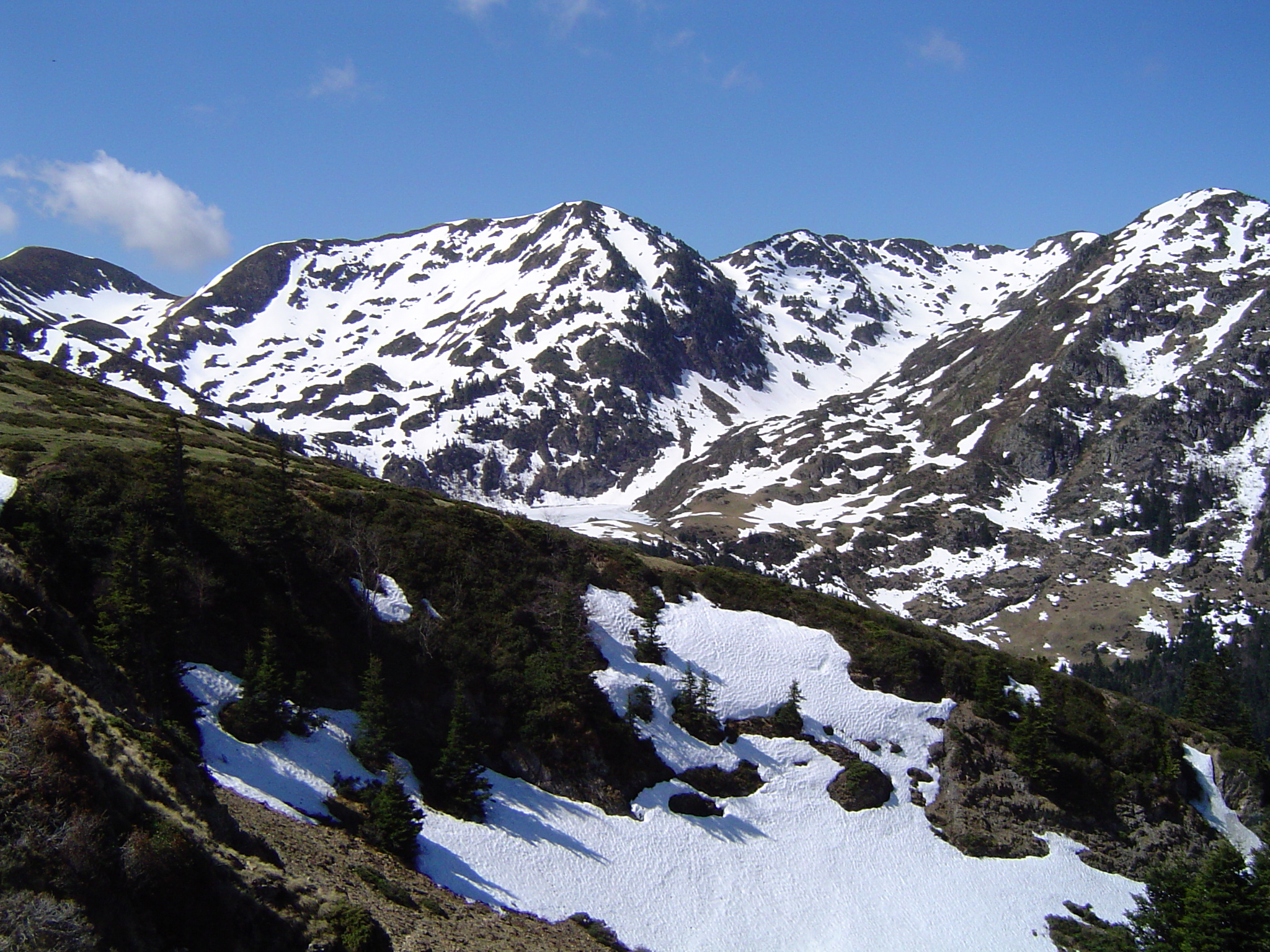
Meer van Bareilles ‘s winters

Het meer van Bareilles of Bordères is een natuurlijk waterbasis in de Franse Pyreneeën, administratief gelegen in de gemeente Bordères-Louron.
Het meer heeft een oppervlakte van 6,5 ha op een hoogte van 1.760 m, bereikt een diepte van 18 m en bevindt zich in de Louron-vallei.
De omliggende toppen van het meer van Bareilles, zoals Jambet (2.121 m), Montious (2.171 m) of Pic du Lion (2.102 m), zijn zeer populaire plekken voor wandelaars, te voet in de zomer of op sneeuwschoenen in de winter.